# Pauline Njeri Kahenya
Pauline Njeri Kahenya, née le 28 juillet 1985, est une athlète kényane.

## Carrière
Elle remporte le Semi-marathon de Paris en 2012 et la médaille d'argent par équipes aux Championnats du monde de semi-marathon 2012.